# Fred Stone
Pour les articles homonymes, voir Stone.
Fred Stone, né le 19 août 1873 à Longmont (Colorado) et mort le 6 mars 1959 à North Hollywood (Californie), est un acteur américain, qui a joué notamment dans des comédies musicales à Broadway, et dans quelques films.

## Biographie
Fred Stone commence dans le show business à l'âge de 10 ans avec son frère Eddie, dans un numéro de funambule. Il continue dans les métiers du cirque qu'il maîtrisera presque tous.
Stone rencontre David Montgomery en 1895 et c'est le début d'un partenariat qui durera 22 ans. Le duo devient vedette dans des spectacles de variétés, leur premier succès au théâtre étant la comédie musicale Le Magicien d'Oz (The Wizard of Oz) dans laquelle Stone joue l'épouvantail et Montgomery le bûcheron en fer blanc.
Stone écrit son autobiographie Rolling Stone en 1945. Il est le mari d'Allene Crater et le père de Dorothy, Paula et Carol, qui ont toutes les trois eu des carrières d'actrices.

## Carrière

### au Théâtre
- 1901 : The Girl from Up There : Christopher Grunt
- 1903 : The Wizard of Oz : L'épouvantail
- 1905 : The Wizard of Oz : L'épouvantail

- 1906 : The Red Mill

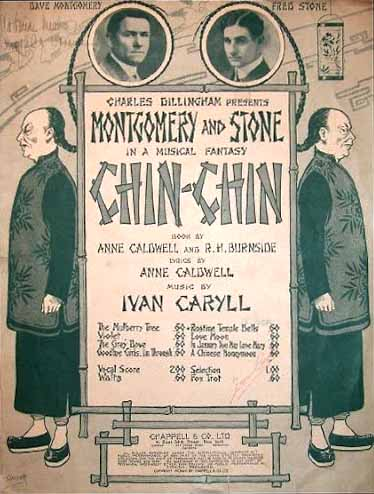
Affiche de Chin-Chin (1914)

- 1910 : The Old Town : Henry Clay Baxter
- 1912 : The Lady of the Slipper : Spooks
- 1914 : Chin Chin : Gendarme, Chin Hop Hi, Paderewski, Ventriloque, Mlle Fallosffski
- 1917 : Jack O'Lantern : Jack O'Lantern
- 1920 : Tip Top : Tipton Topping
- 1923 : Stepping Stones' : Peter Plug
- 1926 : Criss Cross : Christopher Cross, Fred Stone, Philip d'Espagne
- 1930 : Ripples : Rip
- 1932 : Smiling Faces : Monument Spleen
- 1934 : Jayhawker : Asa « Ace » Burdette
- 1938 : Lightnin : Lightnin' Bill Jones
- 1945 : You Can't Take It With You : Martin Vanderhof

### au Cinéma

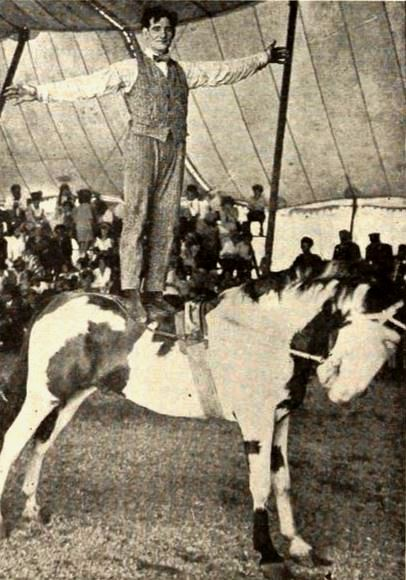
Dans Under the Top (1919)

- 1915 : Destiny: Or, The Soul of a Woman (en) de Edwin Carewe : Paroissien
- 1918 : The Goat de Donald Crisp : Chuck McCarthy
- 1919 : Under the Top (en) de Donald Crisp : Jimmie Jones
- 1919 : Le Remplaçant (en) (Johnny Get Your Gun) de Donald Crisp : Johnny Wiggins
- 1921 : The Duke of Chimney Butte de Frank Borzage : Jeremeah Lambert
- 1922 : Billy Jim de Frank Borzage : Billy Jim
- 1932 : Shave It with Music de Kenneth S. Webb
- 1935 : Désirs secrets (Alice Adams) de George Stevens : Virgil Adams
- 1936 : Ma femme américaine (en) (My American Wife) de Harold Young : Lafe Cantillon
- 1936 : Grand Jury d'Albert S. Rogell : Commodore George Taylor
- 1936 : The Farmer in the Dell (film) (en) de Ben Holmes (en) : Ernest « Pa » Boyer
- 1936 : La Fille du bois maudit (The Trail of the Lonesome Pine) d'Henry Hathaway : Judd Tolliver
- 1937 : Quick Money (en) de Edward Killy : Jonas Tompkins, maire de Glenwood
- 1937 : Life Begins in College (en) de William A. Seiter : Tim O'Hara
- 1937 : Hideaway (en) de Richard Rosson : Frankie Peterson
- 1939 : No Place to Go (en) de Terry O. Morse : Andrew Plummer
- 1939 : Konga, the Wild Stallion (en) de Sam Nelson : Yance Calhoun
- 1940 : Le Cavalier du désert (The Westerner) de William Wyler : Caliphet Mathews